# Погребина
Погреби́на (інша назва — Га́ля Миха́йлова) — гора в масиві Гриняви (Українські Карпати). Розташована в межах Верховинського району Івано-Франківської області, на схід від села Буркут.
Висота 1605,3 м (за іншими даними — 1610 м). Гора розташована у північно-західній частині хребта Пнів'є. Вершина плоска, незаліснена, з пологими схилами (за винятком південного та західного схилів). Довкола вершини — розлогі полонини. На схід/південний схід розташовані гори Масний Присліп (1581 м) і Баба Людова (1581,7 м).
Погребина (Галя Михайлова) є найвищою вершиною хребта Пнів'є і всього масиву Гринявських гір.